# Bowen (bande dessinée)
Pour les articles homonymes, voir Bowen.
Bowen est une série de bandes dessinées créée par Gil Formosa, publiée aux éditions Glénat. La série est nommée d'après son personnage principal, le sergent-major Bowen.